# Max-Morlock-Stadion
Il Max-Morlock-Stadion, noto fino al 14 marzo 2006 come Frankenstadion, è il principale stadio calcistico di Norimberga, città della Baviera, in Germania. Ospita le partite casalinghe del Norimberga.
Inaugurato nel 1928, nel 1991 ha assunto la denominazione attuale: in precedenza era conosciuto semplicemente come lo "Stadio Urbano". Si trova vicino allo Zeppelinfeld e alla nuova Arena Nuernberg. Il Frankenstadion ha ospitato cinque partite dei Mondiali di calcio Germania 2006. Il 14 marzo 2006 lo stadio è stato ribattezzato per un periodo di cinque anni in easyCredit-Stadion, per pubblicizzare un prodotto finanziario della banca tedesca Norisbank AG.

## La struttura
Lo stadio contiene due spogliatoi per i giocatori più spogliatoi per allenatori e arbitri. Sono disponibili anche delle stanze per le cure mediche. Una sala stampa di 300 m² e tre studi televisivi, lo rendono uno stadio veramente moderno. L'area VIP di 1.200 m² può contenere 800 ospiti. Data la gran quantità di posti a sedere lo stadio è dotato di 15.000 posti auto di cui 205 per i VIP. Lo stadio è dotato anche di una pista per l'atletica leggera omologata per le competizioni internazionali. Un sistema di irrigazione provvede a bagnare il campo con acqua piovana. Il campo di gioco è anche riscaldato e dotato di un sistema di illuminazione a giorno. Ci sono due maxi-schermo da 60 m² per la proiezione delle immagini. Oltre a un sistema di generatori diesel in caso di mancanza di elettricità.

## Storia
Fin dal 1933 il Partito Nazista iniziò ad usare lo stadio come luogo per i raduni della Gioventù hitleriana. A partire dal 1963 lo stadio è stato adeguato diverse volte per poter soddisfare i requisiti della federazione calcio tedesca.

## Ristrutturazioni
Il Frankenstadion è stato rinnovato tre volte, nel 1988 e nel 1991, e infine nel 2002 per prepararlo ai mondiali del 2006. Il costo del rinnovamento del 2002 è stato di 56,2 milioni di Euro, diviso tra la città di Norimberga, lo Stato della Baviera e la società costruttrice che gestisce lo stadio. La capienza è stata portata a 48.000 posti. Questo è stato ottenuto estendendo le tribune sud-ovest e nord-est. Il campo di gioco è stato abbassato di 1,30 m per poter fornire a tutti i posti una visione illimitata del campo.

## Collegamenti
Il Frankenstadion è servito dalle linee U1 e S2 della metro e dalla linea 55 dell'autobus.

## Incontri Internazionali

### Finale Coppa delle Coppe
- Bayern Monaco 1-0  Rangers (31 maggio 1967).

### Mondiale 2006
- Messico -  Iran 3-1 (gruppo D, 11 giugno);
- Inghilterra -  Trinidad e Tobago 2-0 (gruppo B, 15 giugno);
- Croazia -  Giappone 0-0 (gruppo F, 18 giugno);
- Ghana -  Stati Uniti 2-1 (gruppo E, 22 giugno);
- Portogallo -  Paesi Bassi 1-0 (ottavi di finale, 25 giugno).

## Galleria d'immagini

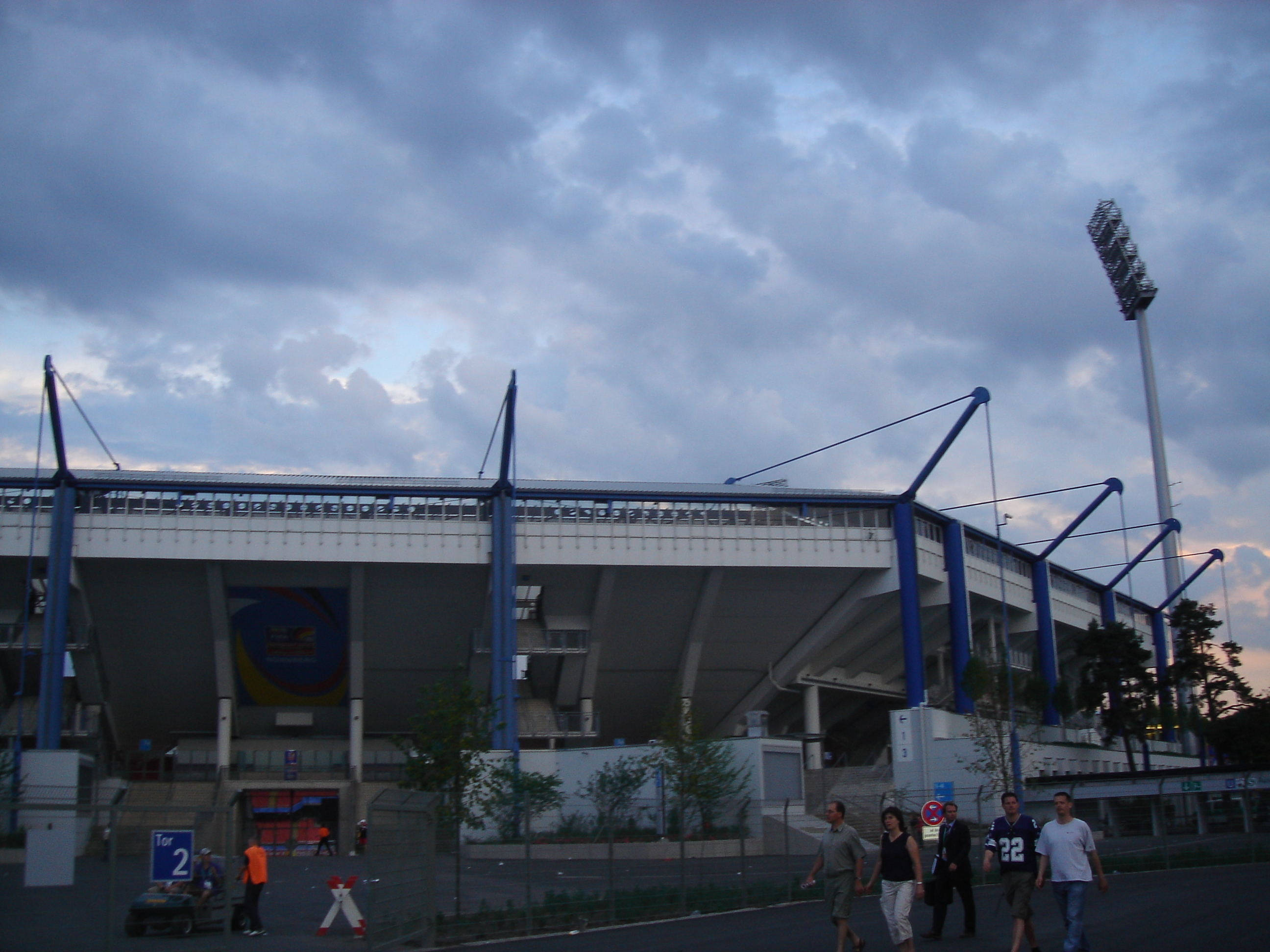
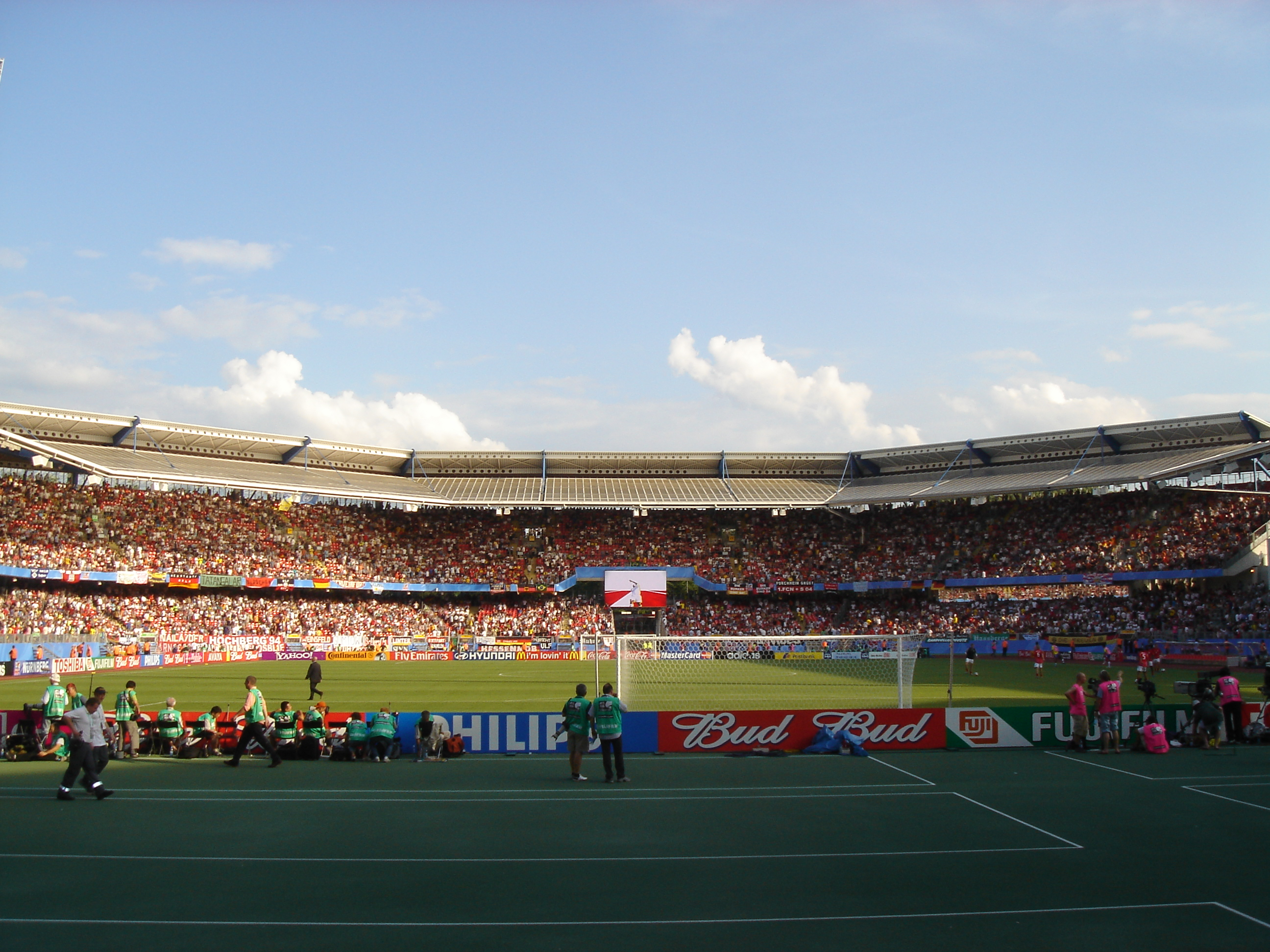
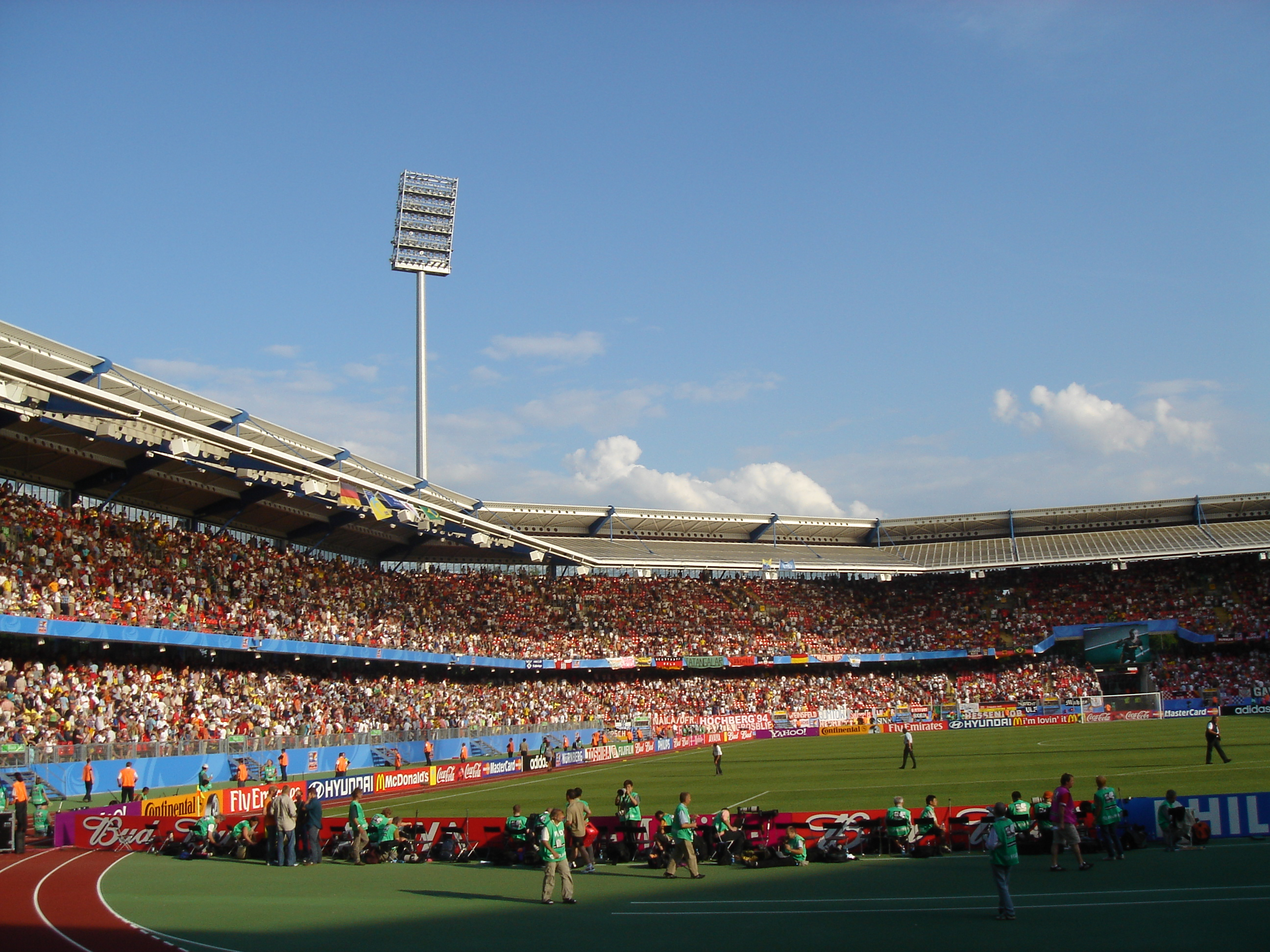
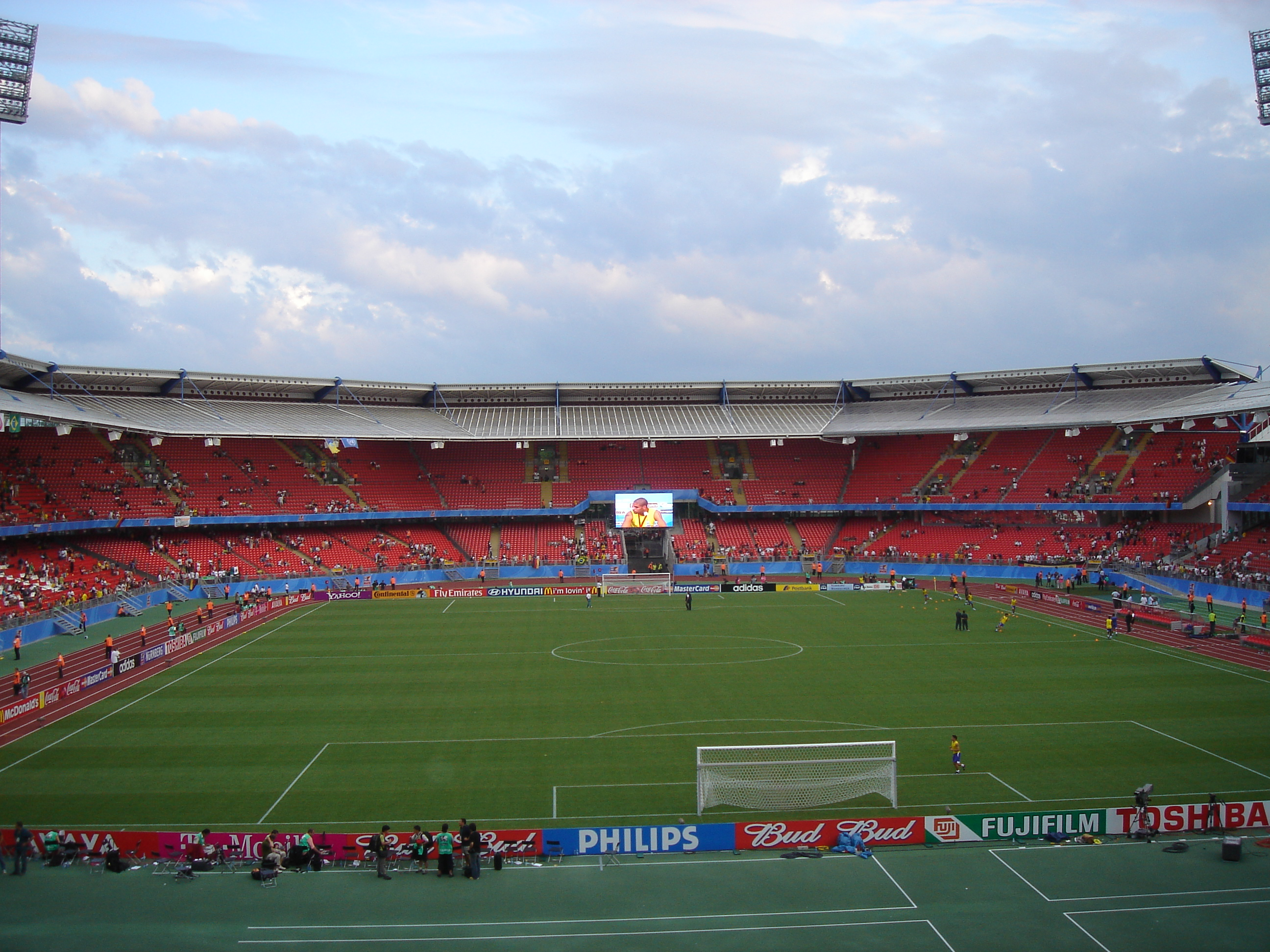
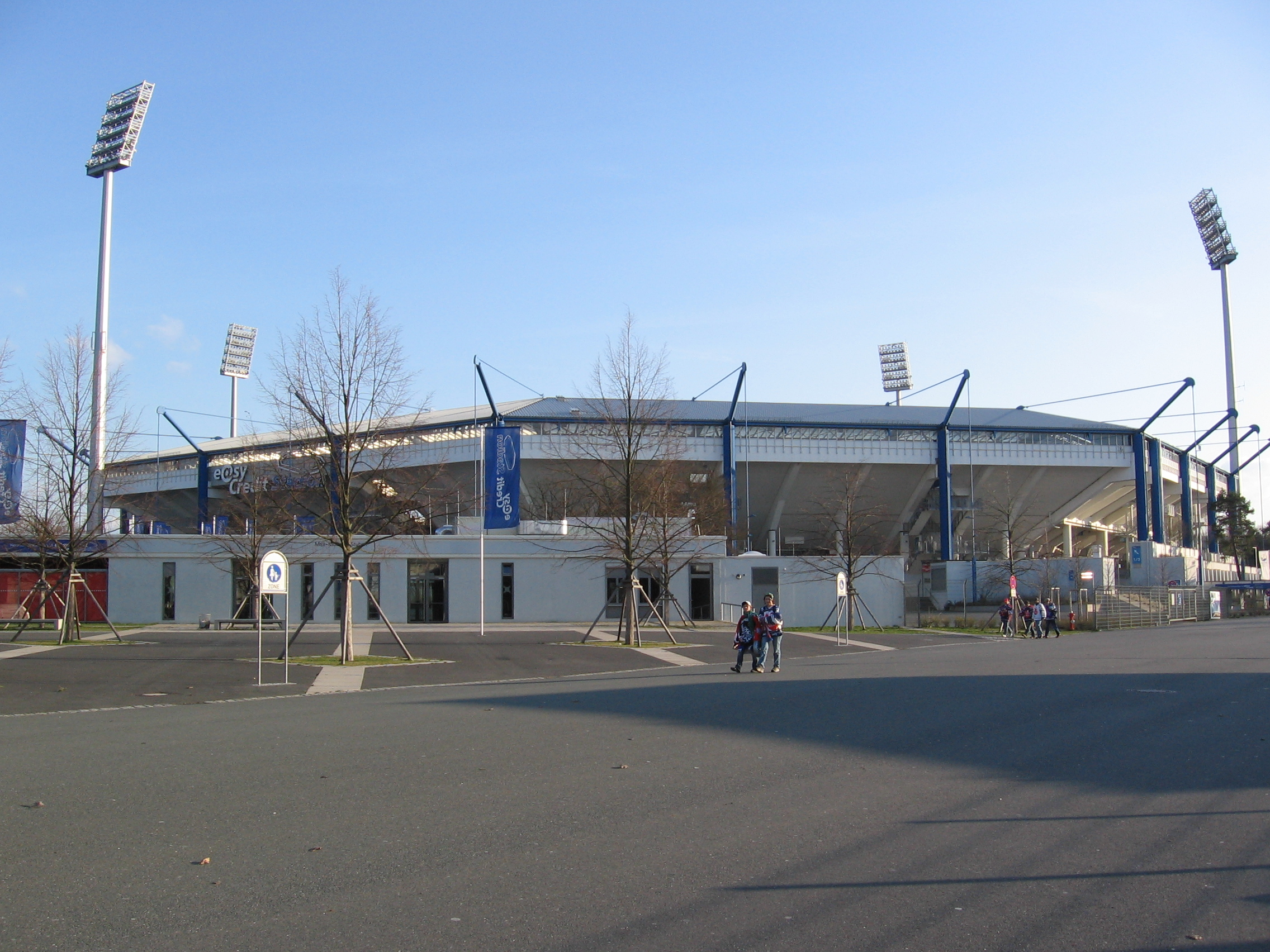
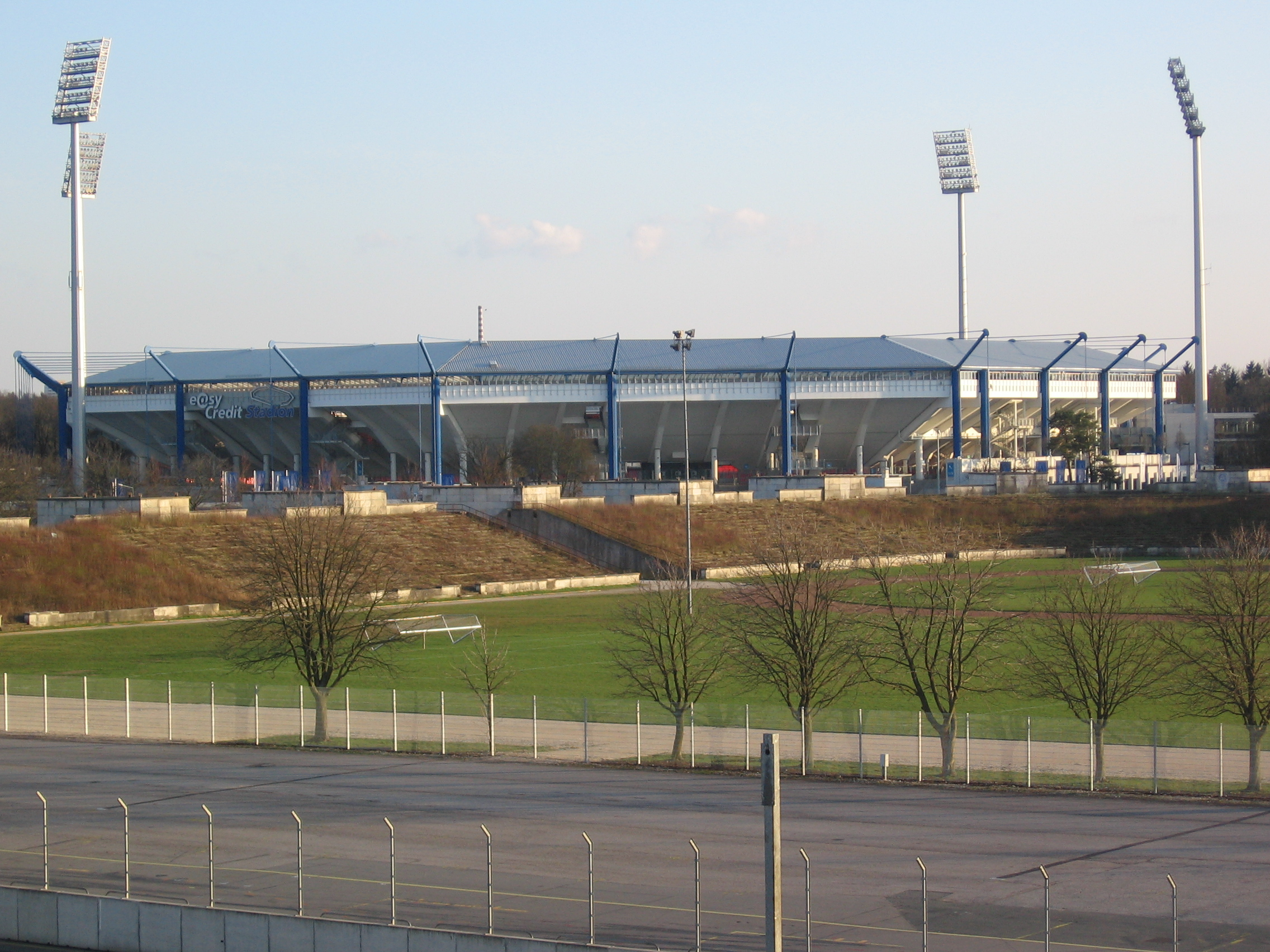
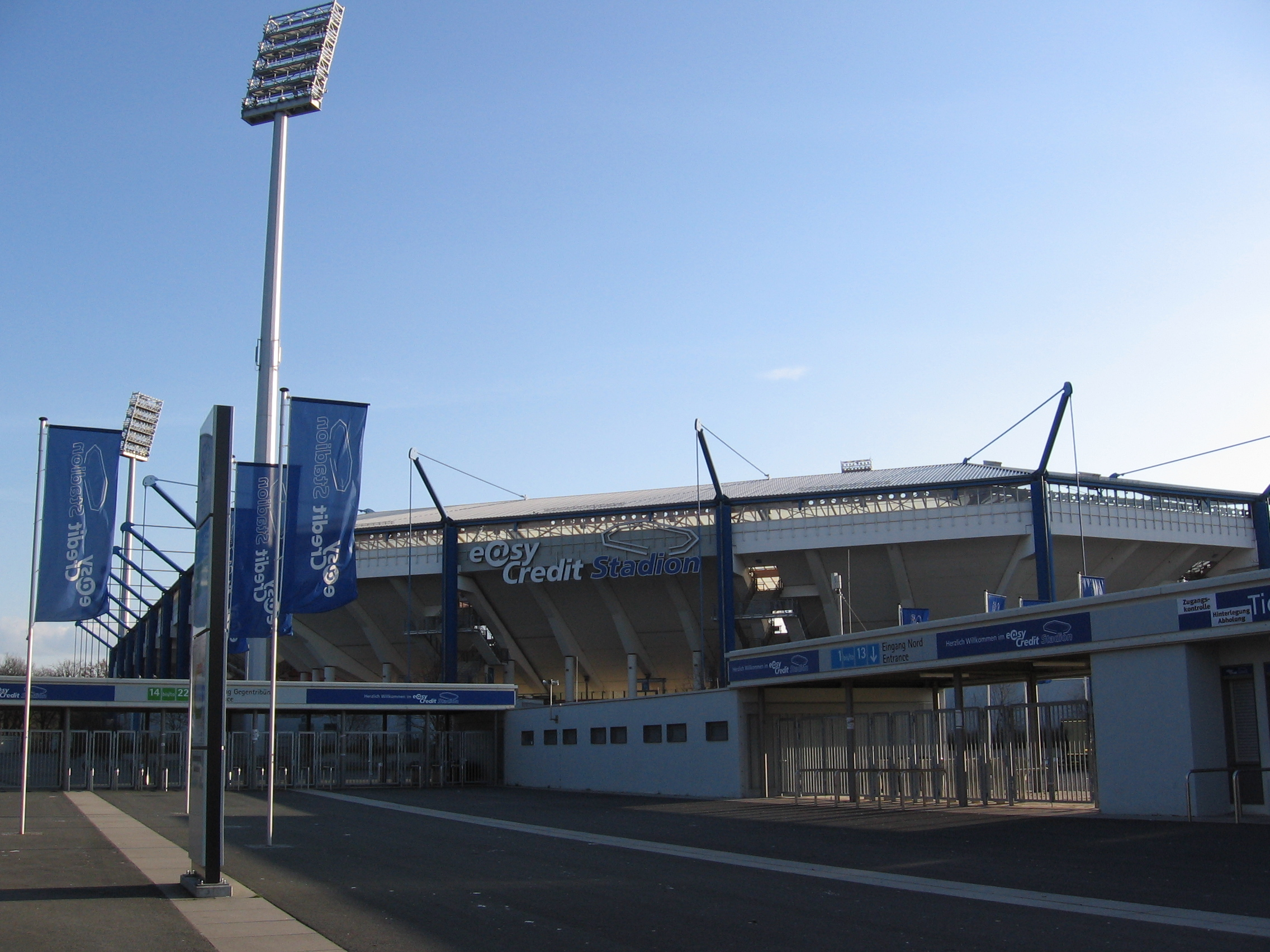
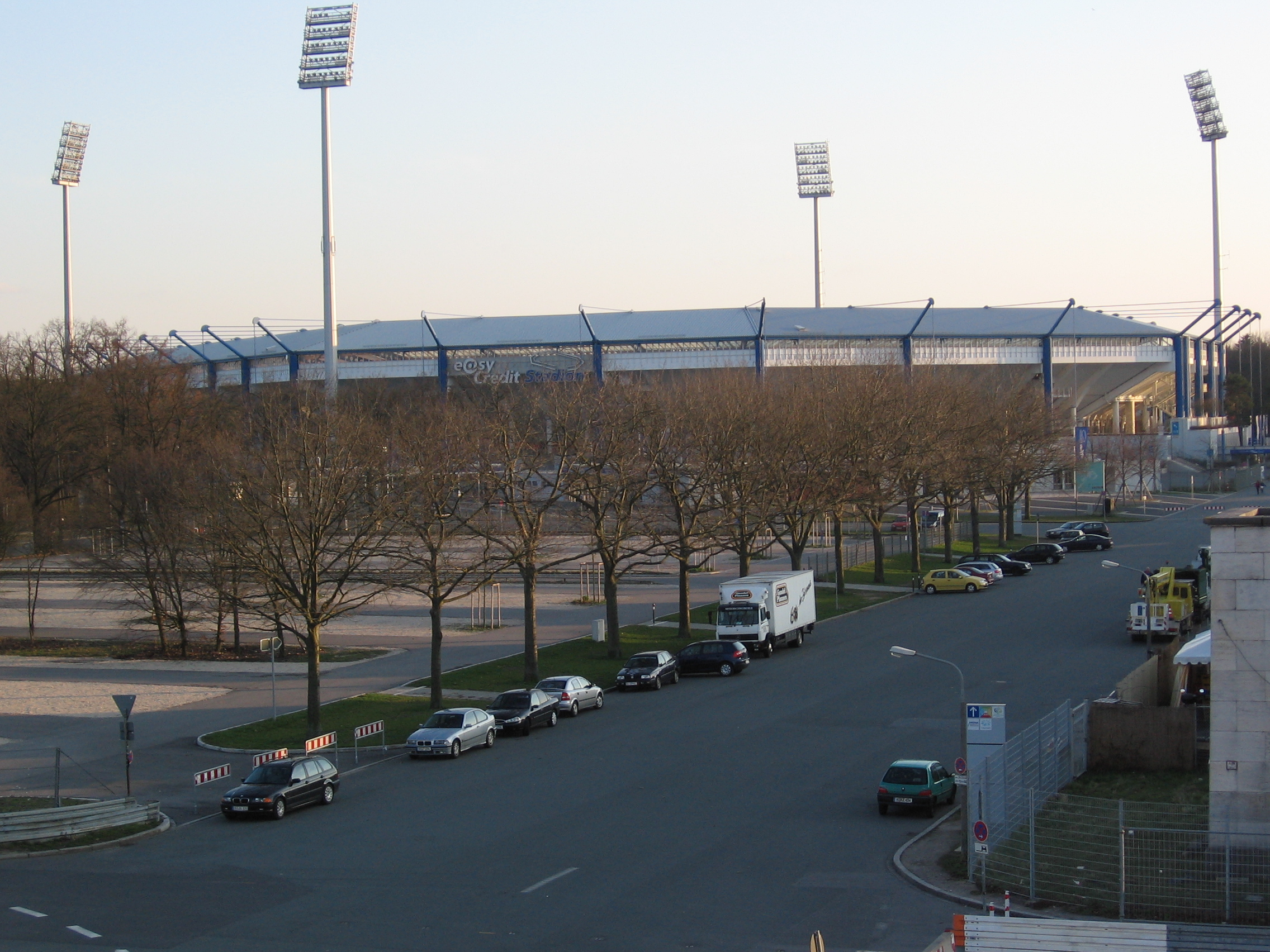